# 旭川ダム
旭川ダム（あさひがわダム）は、岡山県岡山市北区建部地域町鶴田（たづた）と加賀郡吉備中央町大字神瀬にまたがる、一級河川・旭川本川中流部に建設されたダムである。

## 概要
岡山県備前県民局の旭川ダム統合管理事務所が管理する高さ45メートルの重力式コンクリートダムであり、治水、利水、灌漑、発電と複数の目的を持つ補助多目的ダムである。完成当時は旭川第一ダムと呼ばれていたが、約3㎞下流に逆調整池として旭川第二ダムが建設されて以降、旭川ダムと呼ばれるようになった。
旭川水系では湯原ダムに次ぐ規模のダムである。ダムによって形成された人造湖は旭川湖（あさひがわこ）と命名された。

## 沿革
大正時代に県営電気事業計画に際し調査した結果、旭川水系においても候補地が検討された。昭和13年には、治水、利水計画を策定し、現在地が築堤箇所に選定された。第二次世界大戦の影響により一時事業は中止となったが、戦後、「旭川総合開発」として再度立案され、本ダムの建設となった。
1954年（昭和29年）1月31日に水門を閉鎖して貯水を開始した。

## 旭川湖
- 旭川湖周辺には桜が数多く植樹されており、春には多くの花見客が各地から訪れる。

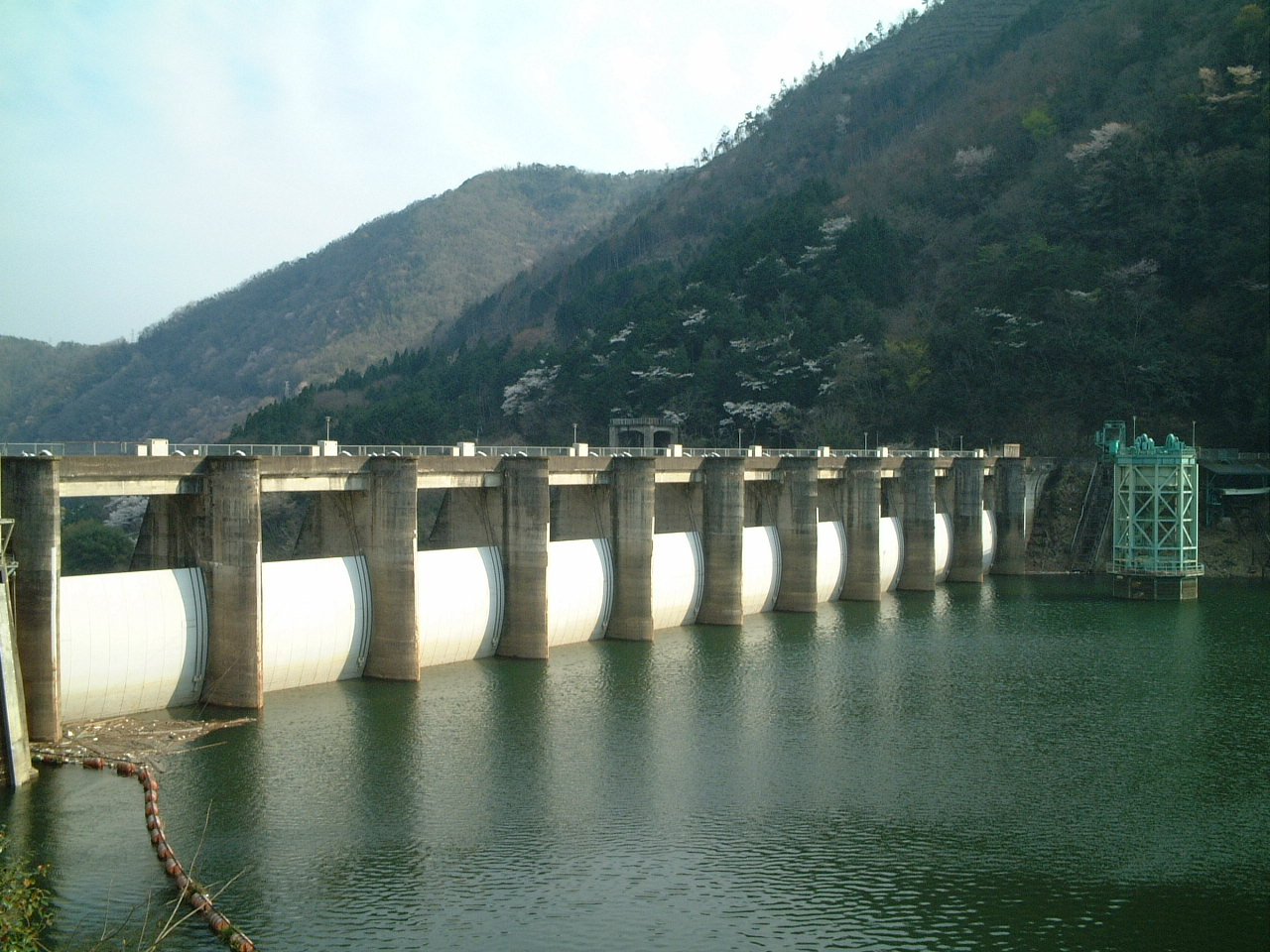
湖面側からの旭川ダム（2007.04）

## 交通
旭川湖沿いに、岡山市北区建部町と真庭市とを結ぶ岡山県道30号落合建部線があり、旭川さくらバスが運行している。